# Urgenč
Urgenč je město v západním Uzbekistánu. Je hlavním městem Chorazmského vilájetu. Leží na řece Amudarja asi 450 kilometrů severozápadně od Buchary a západně od pouště Kyzylkum v nadmořské výšce asi 91 m n. m. V roce 2021 ve městě žilo přibližně 145 tisíc obyvatel a šlo tak o 13. nejlidnatější město v zemi. Město se nachází 35 kilometrů severovýchodně od Chivy, významného historického města v regionu. 
Město má podobný název jako město Kuňja-Urgenč ležící v severním Turkmenistánu. Uzbekistánský Urgenč byl nicméně založen až ve druhé polovině 19. století Rusy a během 20. století byl vybudován v sovětském stylu. Ve městě se nachází památník připomínající dvacet členů Komsomolu zabitých Basmači a také socha matematika a rodáka z regionu Al-Chorezmího. Město leží asi 968 kilometrů západně od Taškentu, hlavního města Uzbekistánu a panuje zde studené pouštní podnebí. Nachází se zde železnice vedoucí do Türkmenabatu.